# درة غاتشي آب بيدي (كوشك)
درة غاتشي آب بيدي (بالفارسية: دره‌گچی آب‌بیدی) هي منطقة سكنية تقع في إيران في قسم كوشك الريفي.